# Freddy Maertens

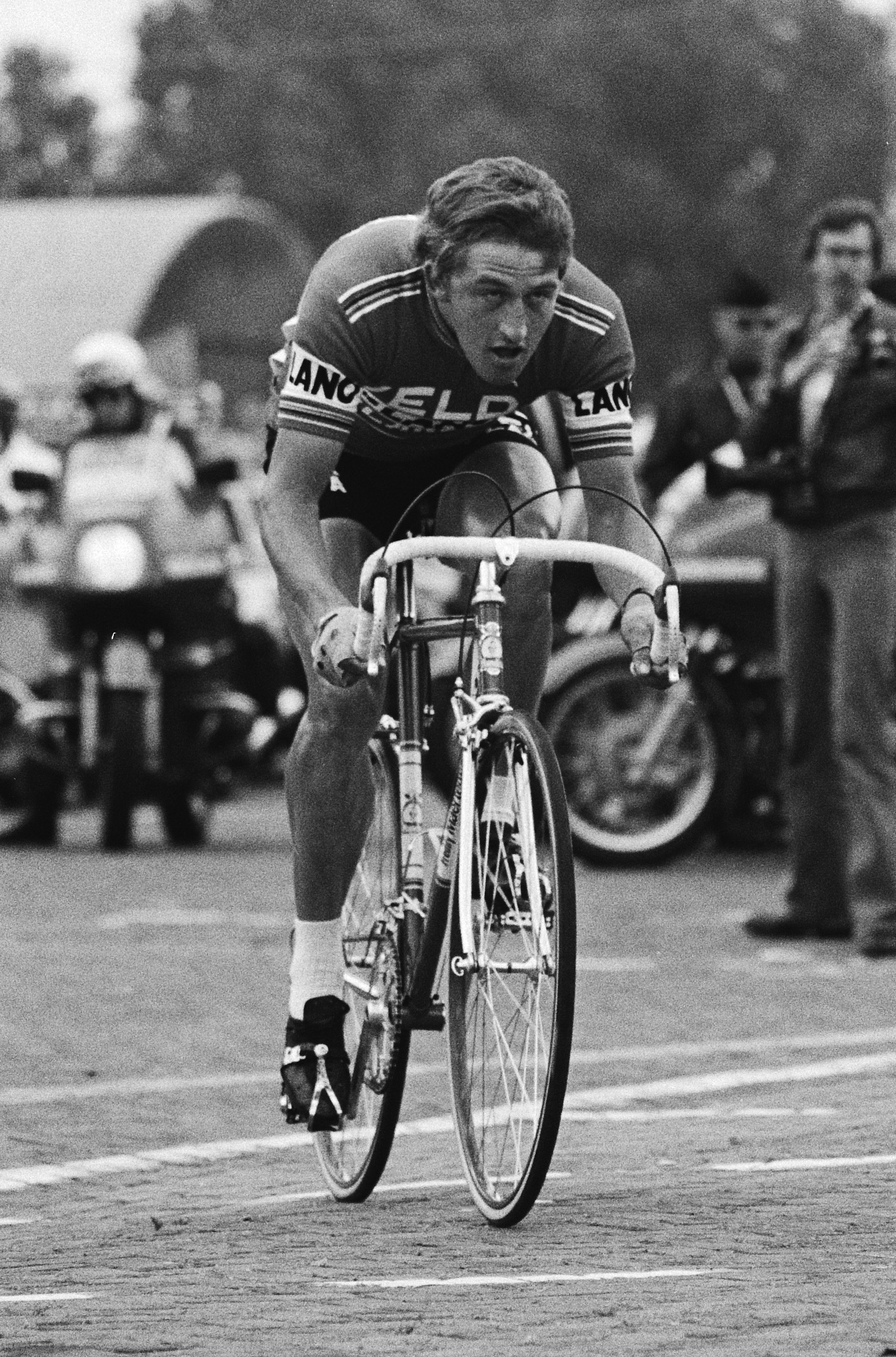
Freddy Maertens al 1978

Freddy Maertens (Nieuwpoort, 13 de febrer de 1952) va ser un ciclista belga que fou professional entre 1972 i 1987, durant els quals aconseguí 221 victòries. D'entre aquestes nombroses victòries destaquen dos Campionats del món, una Volta a Espanya i nombroses etapes a les grans voltes (15 al Tour, 13 a la Vuelta i 7 al Giro).

## Biografia
Com a ciclista amateur va aconseguir 51 victòries, entre les quals destaquen el primer lloc en el campionat de ruta del seu país i la medalla d'argent en el Campionat del Món, ambdós resultats aconseguits el 1971.
Durant els seus primers anys com professional va aconseguir molts triomfs en proves d'un dia i en curses de curta durada i de mitjà prestigi com ara la Volta a Luxemburg, la Volta a Bèlgica, els Quatre dies de Dunkerque o la Volta a Andalusia. Així mateix, es va revelar com un ciclista amb un important futur al davant a l'aconseguir llocs d'honor en algunes de les competicions més importants del circuit internacional ja des de l'any del seu debut, en què fou segon en el Campionat del món i el Tour de Flandes.
En els anys següents va anar destacant en competicions per etapes de major nivell, com el Dauphiné Libéré o la París-Niça.
El 1976 va ser el seu primer gran any, en què va vèncer en una sèrie de grans clàssiques com l'Amstel Gold Race, el Campionat de Zúric i la Gant-Wevelgem, a part de moltes d'altres. Va destacar en competicions per etapes menors com la Volta a Suïssa i la París-Niça i va brillar en el Tour de França, on va guanyar vuit etapes, la classificació per punts i va ser 8è en la general. Aquell mateix any, va ser campió de Bèlgica i del Món de ruta.
El 1977 va aconseguir una aclaparadora victòria a la Volta a Espanya. Va ser líder de principi a final i va guanyar tretze etapes (rècord encara no igualat), la classificació de les metes volants i la classificació per punts. També va guanyar la París-Niça (cinc etapes i la classificació per punts), la Volta a Catalunya (cinc etapes i la classificació per punts), la Setmana Catalana (quatre etapes i la classificació per punts) i set etapes del Giro d'Itàlia.
El 1978 va tornar a vèncer en la classificació per punts del Tour de França, al costat de dos triomfs parcials. Va aconseguir bons resultats en clàssiques d'un dia però no aconsegueix igualar els dos fantàstics anys anteriors en triomfs.
El 1981 és el seu darrer gran any com a professional en aconseguir un nou Campionat del món i la classificació per punts del Tour de França.

## Palmarès
- 1972
  - 1r a la Omloop Het Volk amateur
- 1973
  - 1r dels Quatre dies de Dunkerque i vencedor d'una etapa
  - 1r al Grote Scheldeprijs
  -  Medalla de plata al Campionat del món en ruta
- 1974
  - 1r de la Volta a Andalusia i vencedor de 7 etapes
  - 1r a la Volta a Luxemburg i vencedor de 2 etapes
  - 1r a la Nokere Koerse
  - 1r al Campionat de Flandes
  - 1r al Gran Premi Jef Scherens
  - 1r a l'Elfstedenronde
  - Vencedor de 3 etapes de la Volta a Bèlgica
- 1975
  - 1r de la Volta a Andalusia i vencedor de 5 etapes
  - 1r de la Volta a Bèlgica i vencedor de 3 etapes
  - 1r dels Quatre dies de Dunkerque i vencedor d'una etapa
  - 1r a la Gant-Wevelgem
  - 1r a la París-Tours
  - 1r a la París-Brussel·les
  - 1r al Gran Premi Jef Scherens
  - Vencedor d'una etapa de la París-Niça
  - Vencedor de 6 etapes del Dauphiné Libéré
- 1976
  -  Campió del món de ciclisme en ruta
  -  Campió de Bèlgica en ruta
  - 1r dels Quatre dies de Dunkerque i vencedor d'una etapa
  - 1r a la Gant-Wevelgem
  - 1r a la Fletxa Brabançona
  - 1r a l'Amstel Gold Race
  - 1r al Gran Premi de les Nacions
  - 1r al Campionat de Zúric
  - 1r de l'Escalada a Montjuïc
  - 1r al Trofeu Baracchi (amb Michel Pollentier)
  - 1r al Gran Premi de Frankfurt
  - 1r al Campionat de Flandes
  - Vencedor de 8 etapes al Tour de França i  1r de la classificació per punts
  - Vencedor de 2 etapes de la Volta a Suïssa
  - Vencedor de 5 etapes de la París-Niça
  - 1r als Sis dies de Dortmund (amb Patrick Sercu)
- 1977
  -  1r a la Volta a Espanya i vencedor de 13 etapes. 1r de la classificació per punts 
  -  1r a la Volta a Catalunya i vencedor de 5 etapes
  - 1r a la París-Niça i vencedor de 5 etapes
  - 1r a la Setmana Catalana i vencedor de 4 etapes
  - 1r al Giro de Sardenya
  - 1r a l'Omloop Het Volk
  - 1r al Trofeu Laigueglia
  - 1r a la Ronde van Midden-Zeeland
  - Vencedor de 7 etapes del Giro d'Itàlia
  - Vencedor d'una etapa de la Volta a Suïssa
  - 1r als Sis dies d'Anvers (amb Patrick Sercu)
- 1978
  - 1r dels Quatre dies de Dunkerque i vencedor de 2 etapes
  - 1r a l'Omloop Het Volk
  - 1r al Tour de l'Alt Var
  - 1r al Gran Premi E3
  - Vencedor de 2 etapes al Tour de França i  1r de la classificació per punts
  - Vencedor d'una etapa de la Volta a Suïssa
  - 1r als Sis dies d'Anvers (amb Danny Clark)
- 1981
  -  Campió del món de ciclisme en ruta
  - Vencedor de 5 etapes al Tour de França i  1r de la classificació per punts

### Resultats al Tour de França
- 1976. 8è de la classificació general. Vencedor de 8 etapes.  1r de la classificació per punts
- 1978. 13è de la classificació general. Vencedor de 2 etapes.  1r de la classificació per punts
- 1981. 66è de la classificació general. Vencedor de 5 etapes.  1r de la classificació per punts. 1r de la Classificació dels esprints intermedis

### Resultats a la Volta a Espanya
- 1977.  1r de la classificació general. Vencedor de 13 etapes.  1r de la classificació per punts

### Resultats al Giro d'Itàlia
- 1977. Abandona. Vencedor de 7 etapes
- 1980. Abandona (11a etapa)